# هنري لارسن (مجدف)
هنري لارسن (بالنرويجية البوكمول: Henry Ludvig Larsen)‏ هو مجدف نرويجي، ولد في 16 أغسطس 1891 في كريستيانية في النرويج، وتوفي في 20 يناير 1969 في تونسبرغ في النرويج.

## وصلات خارجية
- هنري لارسن على موقع الاتحاد الدولي للتجديف (الإنجليزية)
- هنري لارسن على موقع اللجنة الأولمبية الدولية (الإنجليزية)
- هنري لارسن على موقع أوليمبيديا (الإنجليزية)